# Sonnet 89

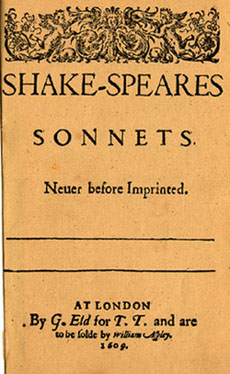
Sonnetten van Shakespeare, 1609

Sonnet 89 is een van de 154 sonnetten van de Engelse toneelschrijver en dichter William Shakespeare. Het maakt deel uit van de zogenaamde Fair Youth-sonnetten, een reeks sonnetten waarin de dichter zijn liefde verklaart aan een jongeman. In dit sonnet spreekt de dichter net als in het voorgaande op een onderdanige toon, omdat hij wil vermijden dat zijn geliefde jongeling hem voorgoed verlaat. 

## Shakespeares tekst
| Sonnet 89 Say that thou didst forsake me for some fault, And I will comment upon that offence; Speak of my lameness, and I straight will halt, Against thy reasons making no defence. Thou canst not, love, disgrace me half so ill, To set a form upon desirèd change, As I'll myself disgrace, knowing thy will. I will acquaintance strangle, and look strange, Be absent from thy walks, and in my tongue Thy sweet belovèd name no more shall dwell, Lest I, too much profane, should do it wrong, And haply of our old acquaintance tell. For thee, against my self I'll vow debate; For I must ne'er love him whom thou dost hate. |

## Vertaling
Stel dat je me voor een of andere fout wilde verlaten,
Wel, ik zou proberen te achterhalen hoe dat komt:
Verwijt je me mijn kreupelheid, dan begin ik ook te manken,
Wat ook je redenen zijn, ik zal ze niet bestrijden.
Mij kun je niet half zo goed onteren,
Door uit te leggen waarom je verandering wou,
Als ik het zelf doe, me schikkend naar jouw wil.
Als je dat wenst, word ik een vreemdeling
En zal je niet meer vergezellen; zelfs mijn lippen
Zullen niet langer jouw zoete naam vormen
Om te vermijden dat ik je naam ontheilig
Door over onze oude liefde te spreken.
Voor jou wil ik mezelf haten,
Want ik kan niet liefhebben die jij veracht.

## Analyse
Shakespeares sonnetten zijn voornamelijk geschreven in een metrum genaamd jambische pentameter, een rijmschema waarin elke sonnetregel bestaat uit tien lettergrepen. De lettergrepen zijn verdeeld in vijf paren, jamben genoemd, waarbij elk paar begint met een onbeklemtoonde lettergreep.
De eerste versregel Say that thou didst, wat zoveel betekent als 'Stel nu eens dat...', suggereert dat het om een hypothetische situatie gaat. Het hele gedicht lijkt te zijn ingegeven door een soort verlatingsangst en hoe, als het zo ver zou komen, de dichter denkt daarmee te zullen omgaan. Hij gaat zelfs zo ver dat hij absurde verwijten die zijn geliefde hem maakt niet wil weerleggen (Speak of my lameness, and I straight will halt). De desired change (gewenste verandering) waarvan sprake in regel 6 is de andere minnaar die de jongeling verkiest. De adoratie voor de mooie jongeling krijgt iets van een heiligenverering in de tweede helft van het sonnet. De dichter legt de fout voor het mislukken van de relatie volledig bij hemzelf en vernedert zichzelf - op een bijna masochistische wijze - ten overstaan van iemand die hij op een voetstuk plaatst. Het laatste couplet lijkt op een zelfvernietiging: For thee, against my self I'll vow debate, For I must ne'er love him whom thou dost hate.